# Caspar Wessel

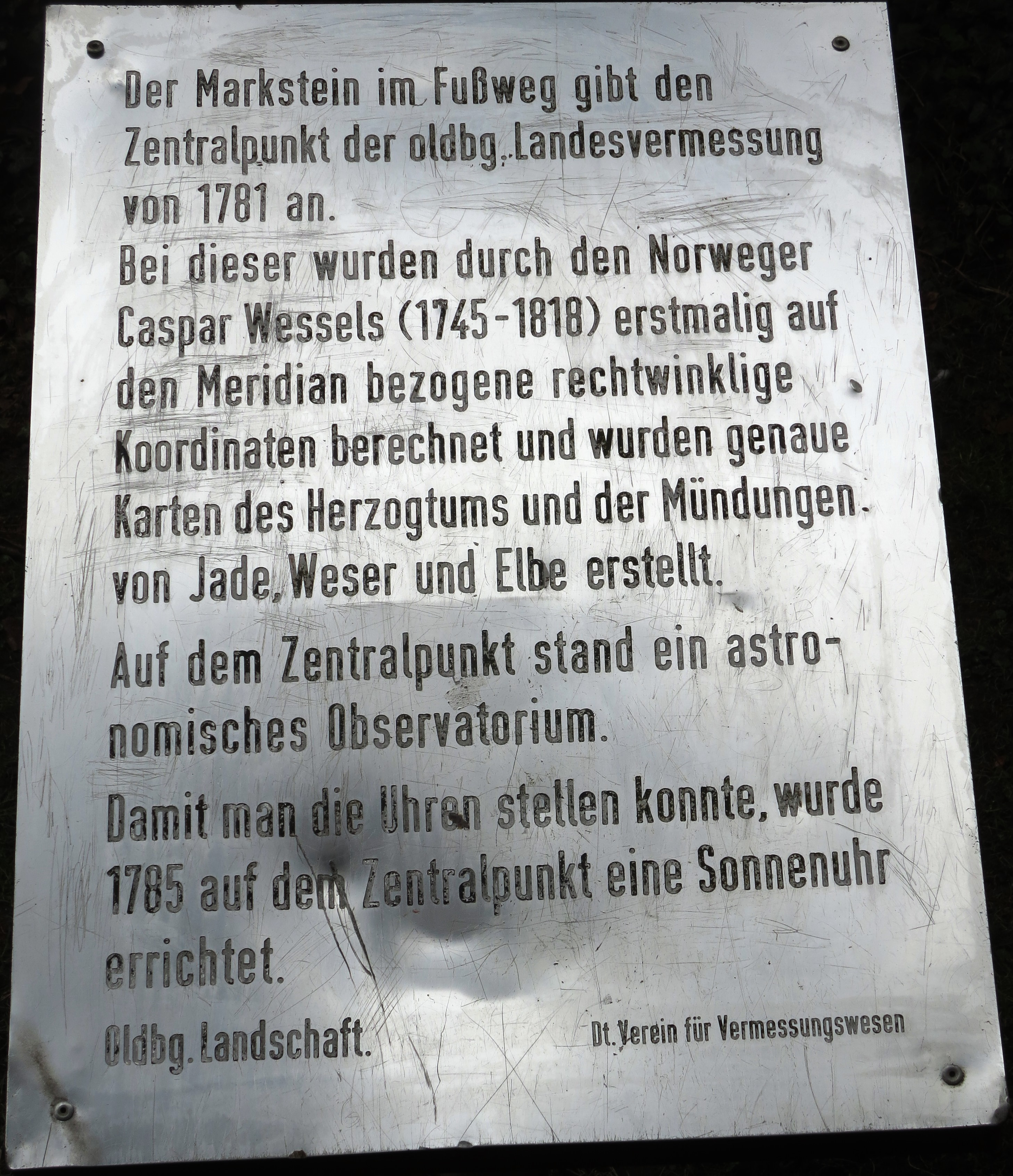
Gedenkplakette im Schlossgarten in Oldenburg

Caspar Wessel (* 8. Juni 1745 in Jonsrud, Vestby; † 25. März 1818 in Kopenhagen) war ein norwegisch-dänischer Mathematiker und Geodät.

## Leben
Wessel wurde im norwegischen Vestby geboren und wuchs dort auf. Er war ein Sohn des Geistlichen Jonas Wessel (1707–1785) und dessen Frau Helene Maria Schumacher (1715–1789). Zu seinen zwölf Geschwistern gehörten der spätere Schriftsteller Johan Herman Wessel und der Jurist, Beamte und Grundbesitzer Ole Christopher Wessel (1744–1794). Sein Vater war ein Neffe von Ole Wessel, Pfarrer von Vestby und seinerseits ein Bruder des Seekriegshelden Peter Wessel Tordenskiold. Nach dem Tod von Ole Wessel 1748 übernahm Jonas Wessel, der zuvor Kaplan unter ihm gewesen war, die Pfarrstelle in Vestby.
Caspar Wessel erhielt zunächst Hausunterricht und besuchte ab 1757 die Lateinschule in Christiania (Oslo), wo Peter Albert Bartholin sein Lehrer war. Bartholin gab ihm außerdem kostenlosen Privatunterricht im Zeichnen, was Wessel Jahrzehnte später noch dankbar erwähnte. 1761 ging er an die Universität Kopenhagen zum Studium der Rechtswissenschaften und bestand im Folgejahr das Examen philosophicum.
Aus finanziellen Gründen unterbrach Wessel das Studium jedoch und wurde 1764 Assistent seines Bruders Ole Christopher Wessel, der zu dieser Zeit als Vermesser arbeitete. Er nahm mit ihm an einem umfangreichen Vermessungsprojekt unter der Leitung der Königlich Dänischen Akademie der Wissenschaften teil. 1766 trat er eine Stelle als Vermesser an und blieb zeitlebens in diesem Beruf, auch wenn er sich 1778 bezahlten Urlaub für die Fortsetzung seine Studiums nahm und den Abschluss „candidatus juris“ erlangte.

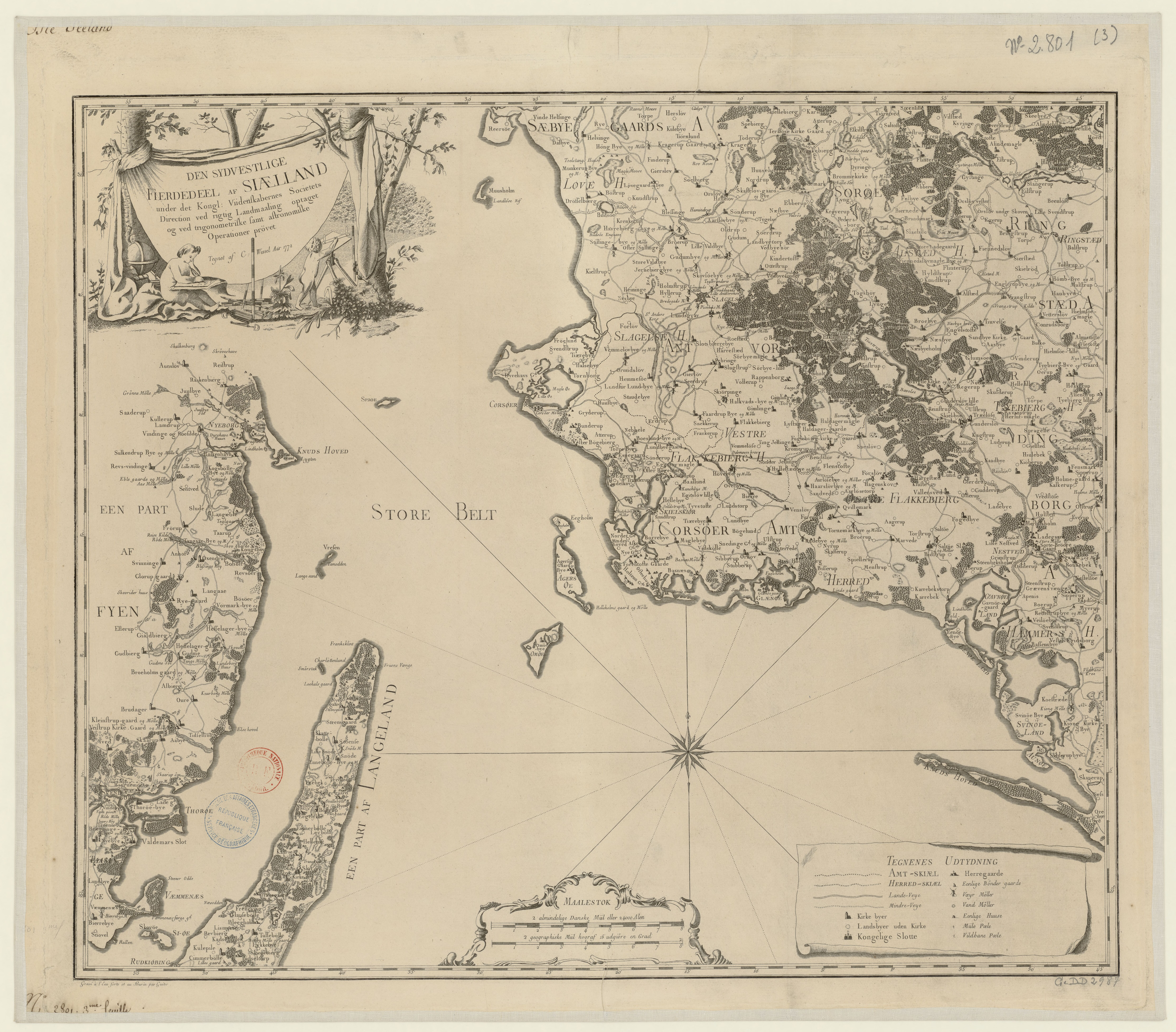
Südwestlicher Teil der Insel Seeland, Karte von Caspar Wessel (1772)

Als Kartograf fertigte Wessel zwischen 1768 und 1772 vier Teilkarten von der dänischen Insel Seeland an. 1777 zeichnete er zusammen mit dem Norweger Hans Skanke die Hauptkarte von Seeland (mit Møn). Eine weitere Karte von Wessel aus dem Jahr 1780 zeigt den nördlichen Teil der Insel Fünen. 1796 war die Vermessung Dänemarks abgeschlossen.
Zwischenzeitlich – von 1782 bis 1785 – vermaß Wessel für die Oldenburgische Vogteikarte das Herzogtum Oldenburg. Er war auch an Vermessungen von Schleswig und Holstein beteiligt.
Wessel heiratete 1780 die Witwe Cathrine Elisabeth Brinck, geb. Müller († 1791), von der er sich jedoch bereits 1785 wieder trennte. Im Jahr darauf zog er nach Jütland (u. a. Ålborg) und kehrte erst nach dem Tod seiner ehemaligen Frau nach Kopenhagen zurück.
1797 reichte Wessel bei der Königlich Dänischen Akademie der Wissenschaften seine einzige mathematische Arbeit mit dem Titel „Om Directionens analytiske betegning“ („Über die analytische Repräsentation der Richtung“) ein, die 1799 in den Mémoires der dänischen Akademie der Wissenschaften veröffentlicht wurde. Darin schlug Wessel unabhängig von Jean Robert Argand die geometrische Deutung der komplexen Zahlen als Punkte der Ebene vor. Ihre Arbeiten blieben lange unbeachtet und wurden erst 1897 durch den Mathematiker Christian Juel wiederentdeckt und gewürdigt. Erst eine Arbeit von Carl Friedrich Gauß über quadratische Reste aus dem Jahre 1831 verhalf dieser Deutung zum Durchbruch.
1798 erhielt Caspar Wessel den Titel eines Landvermessungsinspektors. 1805 ging er in den Ruhestand. In Würdigung seiner Verdienste in der Landvermessung wurde er 1815 zum Ritter des Dannebrogorden ernannt. Er starb 1818 und wurde auf dem Assistenzfriedhof in Kopenhagen beigesetzt.
Originalkarten von Wessel befinden sich im Karten- und Katasteramt in Kopenhagen, der Dänischen Königlichen Bibliothek und der Abteilung Oldenburg des Niedersächsischen Landesarchivs.